# Incontri internazionali di rugby a 15 di fine anno 1989
Nel rugby a 15 è tradizione che a fine anno (ottobre-dicembre) si disputino una serie di incontri internazionali che gli europei chiamano "Autumn International" e gli appassionati dell'emisfero sud "Springtime tour". In particolare le nazionali dell'emisfero Sud, a fine della loro stagione si recano in tour in Europa.
- Zimbabwe in Europa : all'epoca la nazionale dell'Ex Rhodesia, sembrava essere una realtà emergente, che si perderà nei travagli politici successivi.

| Kutaisi 12 settembre 1989 | Georgia XV | 16 – 3 | Zimbabwe XV |  |

| Brașov 24 settembre 1989 | Romania | 52 – 17 | Zimbabwe |  |

| Jesi 27 settembre 1989 | Italia A | 26 – 13 | Zimbabwe XV |  |

| Treviso 30 settembre 1989 | Italia | 33 – 9 | Zimbabwe | (Monigo) |

- Samoa in Europa : si limitano ad affrontare nazionali di secondo e terzo livello. Il clou è il match con la Romania perso per 24-32

| 30 settembre 1989 | Germania Ovest | 9 – 54 | Samoa |  |

| Bruxelles 7 ottobre 1989 | Belgio | 8 – 37 | Samoa |  |

| Bucarest 14 ottobre 1989 | Romania | 32 – 24 | Samoa |  |

- Figi in Europa: gli isolani si recano in tour affrontando Scozia e Inghilterra (subendo due sconfitte) ma anche molte selezioni europee

| Liegi 7 ottobre 1989 | Belgio | 0 – 74 | Figi |  |

| Edimburgo 28 ottobre 1989 | Scozia | 38 – 17 | Figi | (Murrayfield) |

| Londra 4 novembre 1989 | Inghilterra | 58 – 23 | Figi | (Twickenham) |

- Australia in Europa : una vittoria e una sconfitta contro la Francia per l'Australia. La nazionale giovanile del Colts supera invece l'Olanda

| Strasburgo 4 novembre 1989 | Francia | 15 – 32 | Australia |  |

| Lilla 11 novembre 1989 | Francia | 25 – 19 | Australia |  |

| Hilversum 17 novembre 1989 | Paesi Bassi | 15 – 32 | Australia (Colts) |  |

- Nuova Zelanda nelle Isole Britanniche: gli All Blacks battono tutti gli avversari, comprese le nazionali di Galles e Irlanda.

| Cardiff 4 novembre 1989 | Galles | 9 – 34 | Nuova Zelanda | Arms Park |

| Dublino 18 novembre 1989 | Irlanda | 6 – 23 | Nuova Zelanda | Lansdowne Road |

- Altri test :

| Montevideo 5 novembre 1989 | Uruguay | 6 – 60 | Stati Uniti |  |

| Edimburgo 9 dicembre 1989 | Scozia | 32 – 0 | Romania | (Murrayfield) |